# Тиын
Тиы́н (каз. тиын) — казахстанская разменная денежная единица, 1/100 казахстанского тенге. Выведена из наличного обращения и условно используется лишь в безналичном. Все суммы в тиынах при наличном расчёте согласно законодательству требуется округлять до целого тенге.
Тиын, как 1/100 часть национальной валюты Казахстана — тенге, был введён в обращение на территории Республики Казахстан с 08:00 местного времени 15 ноября 1993 года, а с 08:00 местного времени 18 ноября 1993 года тенге, состоящий из 100 тиынов, стал единственным законным платежным средством в Казахстане. Бумажные тиыны появились в 1993 году и были выпущены номиналом 1, 2, 5, 10, 20, 50 тиынов. Монеты появились в 1993 году и были изготовлены из латуни марки Л-80 жёлтого цвета номиналом 2, 5, 10, 20, 50 тиынов. 31 декабря 1995 года бумажные тиыны были изъяты из обращения.
7 февраля 2001 года в связи с тем, что в денежном обращении при наличной форме платежей было фактически прекращено использование денежных знаков — тиынов, Указом Президента Казахстана было постановлено изъять из денежного обращения наличные тиыны, при этом учёт и отражение тиынов во всех платёжных документах и порядок осуществления безналичных платежей с использованием тиынов остался неизменным. В соответствии с данным указом Национальным банком Казахстана были разработаны, а 3 марта 2001 года утверждены Правила изъятия из денежного обращения наличных денежных знаков — тиын. Правилами не был установлен предельный срок изъятия из денежного обращения наличных тиынов, согласно им он должен осуществляться до их полного выведения из денежного обращения.
Указом от 9 ноября 2011 года № 170 в указ № 549 были внесены изменения, устанавливавшие предельный срок изъятия тиынов из обращения — 31 декабря 2012 года.

## Монеты
| Изображение | Номинал (тиынов) | Материал    | Диаметр (мм) | Толщина (мм) | Масса (г) | Гурт    | Время обращения                |
| ----------- | ---------------- | ----------- | ------------ | ------------ | --------- | ------- | ------------------------------ |
|             | 2                | латунь Л-80 | 17,27        | 1,3          | 2,26      | гладкий | 1 марта 1994 — 31 декабря 2012 |
|             | 5                | латунь Л-80 | 17,27        | 1,3          | 2,26      | гладкий | 1 марта 1994 — 31 декабря 2012 |
|             | 10               | латунь Л-80 | 19,56        | 1,6          | 3,48      | гладкий | 1 марта 1994 — 31 декабря 2012 |
|             | 20               | латунь Л-80 | 21,87        | 1,7          | 4,71      | гладкий | 1 марта 1994 — 31 декабря 2012 |
|             | 50               | латунь Л-80 | 25           | 2            | 7,43      | гладкий | 1 марта 1994 — 31 декабря 2012 |

## Банкноты
| Изображение                                     | Изображение       | Номинал (тиынов) | Размеры (мм) | Основные цвета | Описание        | Описание                 | Изъятие из обращения |
| Лицевая сторона                                 | Оборотная сторона | Номинал (тиынов) | Размеры (мм) | Основные цвета | Лицевая сторона | Оборотная сторона        | Изъятие из обращения |
| ----------------------------------------------- | ----------------- | ---------------- | ------------ | -------------- | --------------- | ------------------------ | -------------------- |
|                                                 |                   | 1                | 105×65       | зелёный        | номинал         | герб Казахстана, номинал | 30 декабря 1995      |
|                                                 |                   | 2                | 105×65       | голубой        | номинал         | герб Казахстана, номинал | 30 декабря 1995      |
|                                                 |                   | 5                | 105×65       | фиолетовый     | номинал         | герб Казахстана, номинал | 30 декабря 1995      |
|                                                 |                   | 10               | 105×65       | розовый        | номинал         | герб Казахстана, номинал | 30 декабря 1995      |
|                                                 |                   | 20               | 105×65       | бирюзовый      | номинал         | герб Казахстана, номинал | 30 декабря 1995      |
|                                                 |                   | 50               | 105×65       | коричневый     | номинал         | герб Казахстана, номинал | 30 декабря 1995      |
| Масштаб изображений — 1,0 пикселя на миллиметр. |                   |                  |              |                |                 |                          |                      |